# Nova Anglia

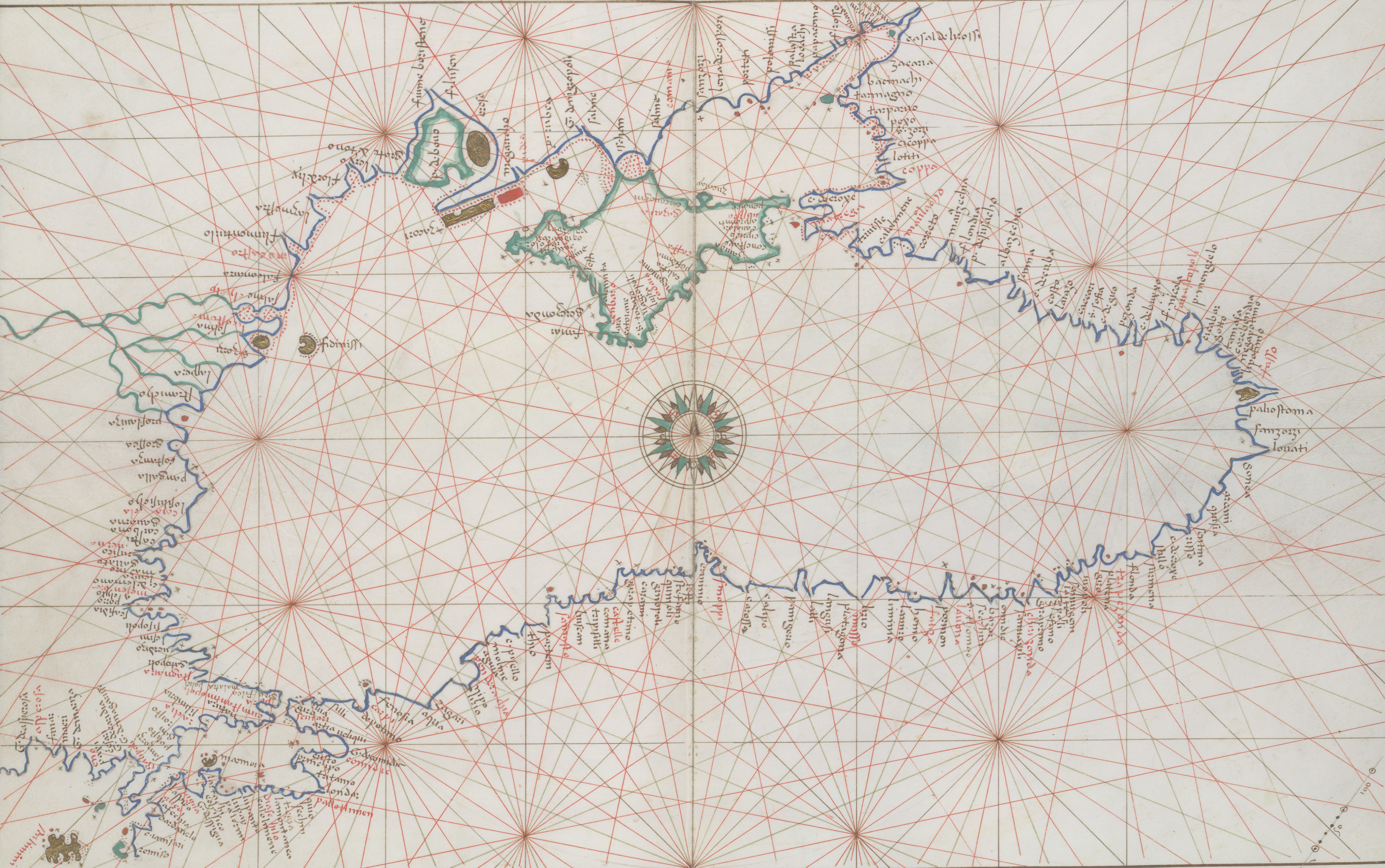
Ce portulan de 1553 mentionne une rivière Londia et un Porto di Susacho sur la côte nord-est de la mer Noire, des noms qui dérivent peut-être de Londres et Sussex et pourraient donc témoigner de l'existence de la Nova Anglia.

Nova Anglia (« Nouvelle-Angleterre » en latin) est une colonie qui aurait été fondée vers la fin du XIe siècle par des réfugiés anglais fuyant Guillaume le Conquérant. Son existence n'est attestée que par deux sources datant du XIIIe et du XIVe siècle, qui relatent le voyage des réfugiés jusqu'à Constantinople et leur victoire sur les infidèles qui assiégeaient la ville, à la suite de quoi l'empereur Alexis Comnène leur offre en récompense des terres au nord-est de la mer Noire. Les Anglais auraient conquis ces terres et y auraient établi une « Nouvelle-Angleterre ». Bien que les sources datent de plusieurs siècles après les faits, l'existence de cette colonie est considérée comme plausible par certains historiens, qui identifient des traces du passage des Anglais dans la toponymie de la région.

## Sources
La fondation de la « Nouvelle-Angleterre » est décrite dans deux sources. La première est le Chronicon Universale Anonymi Laudunensis, une chronique retraçant l'histoire du monde jusqu'en 1219 rédigée par un moine anglais de l'abbaye Saint-Martin, un monastère prémontré situé à Laon. Il subsiste deux manuscrits du XIIIe siècle de ce texte, conservés à la Bibliothèque nationale de France sous la cote Lat. 5011 et à la Bibliothèque d'État de Berlin sous la cote Phillipps 1880,.
L'autre source est la Játvarðar Saga (en), ou Saga Játvarðar konungs hins helga, une saga retraçant la vie d'Édouard le Confesseur, roi d'Angleterre de 1042 à 1066, compilée en Islande au XIVe siècle. Elle semble avoir eu pour source le Chronicon Universale Anonymi Laudunensis, à moins que ces deux textes n'aient eu une source commune perdue depuis.

## Récit
La Játvarðar Saga raconte que lorsque les rebelles anglais qui s'opposent à Guillaume le Conquérant obtiennent la certitude que le roi danois Sven Estridsen ne leur apportera plus aucune aide, ils décident de quitter l'Angleterre pour Constantinople (Miklagarðr). Leurs effectifs se montent à 350 navires, une « grande armée » et « trois comtes et huit barons », menés par un certain « Siward, comte de Gloucester ». Ils dépassent la pointe Saint-Mathieu (Matheus-nes), la Galice (Galizuland), franchissent le détroit de Gibraltar (Nörvasundz) et arrivent devant Ceuta (Septem). Ils s'emparent de la ville, tuent ses défenseurs et pillent ses richesses. Après Ceuta, ils s'emparent de Majorque et Minorque, puis se rendent en Sicile, où ils apprennent que Constantinople est assiégée par les musulmans.
Les Anglais font voile jusqu'à Constantinople, triomphent de la flotte des assiégeants et dispersent l'armée « païenne ». Le souverain de Constantinople, Alexis Ier Comnène (Kirjalax), propose aux Anglais de les prendre à son service comme gardes du corps, « comme il était de coutume pour les Varègues qu'il engageait ». L'idée en séduit certains, mais le comte Siward et d'autres souhaitent obtenir un royaume à eux. Alexis leur parle d'une région par-delà la mer qui appartenait autrefois à l'empereur de Constantinople, mais est désormais occupée par les païens. L'empereur accorde ces terres aux Anglais, et un groupe conduit par Siward s'y rend, tandis que d'autres restent au service d'Alexis à Constantinople. La région, située à « six jours au nord et au nord-est de Constantinople », est conquise par les Anglais, qui chassent les païens après plusieurs affrontements. Ils l'appellent « Angleterre » et baptisent ses principales villes Londres, York et « du nom d'autres grandes villes d'Angleterre ». Les Anglais n'adoptent pas « la règle de saint Paul », mais demandent des évêques et des clercs au royaume de Hongrie. Les descendants de ces Anglais sont dits vivre toujours dans la région.
Le Chronicon Universale Anonymi Laudunensis rapporte essentiellement le même récit, avec quelques variantes de détail. Le roi danois, appelé « Sveinn fils d'Ulf » dans la Játvarðar Saga, n'y est pas nommé. La route suivie par les Anglais jusqu'à la mer Méditerranée est également omise : il s'agit sans doute d'un élément de « culture générale » ajouté par le ou les auteurs islandais. « Guillaume, roi d'Angleterre » (Willelmus rex Anglie) dans le Chronicon est appelé « Guillaume le Bâtard » (Viljálmr bastharðr) dans la Játvarðar Saga ; la saga mentionne la « Sicile » là où le Chronicon parle de la « Sardaigne » ; le Chronicon ne mentionne pas les noms des villes fondées par les colons (Londres et York) ; et la « Nouvelle-Angleterre » (Nova Anglia) du Chronicon est appelée simplement « Angleterre » dans la saga,. Une différence plus significative est que le comte « Siward » (Sigurðr) de la saga est appelé Stanardus dans le Chronicon,. L'essentiel du récit est cependant identique dans les deux textes : les rangs et le nombre des comtes et barons, leurs navires, ainsi que la distance séparant Constantinople de la colonie. Après avoir relaté la fondation de la Nova Anglia, le Chronicon ajoute qu'Alexis leur envoie un émissaire pour leur demander tribut, mais que les Angli orientales (« Anglais de l'Est ») le tuent ; les Anglais restés à Constantinople, craignant qu'Alexis ne se venge sur eux, s'enfuient en Nouvelle-Angleterre et se font pirates.

## Historicité

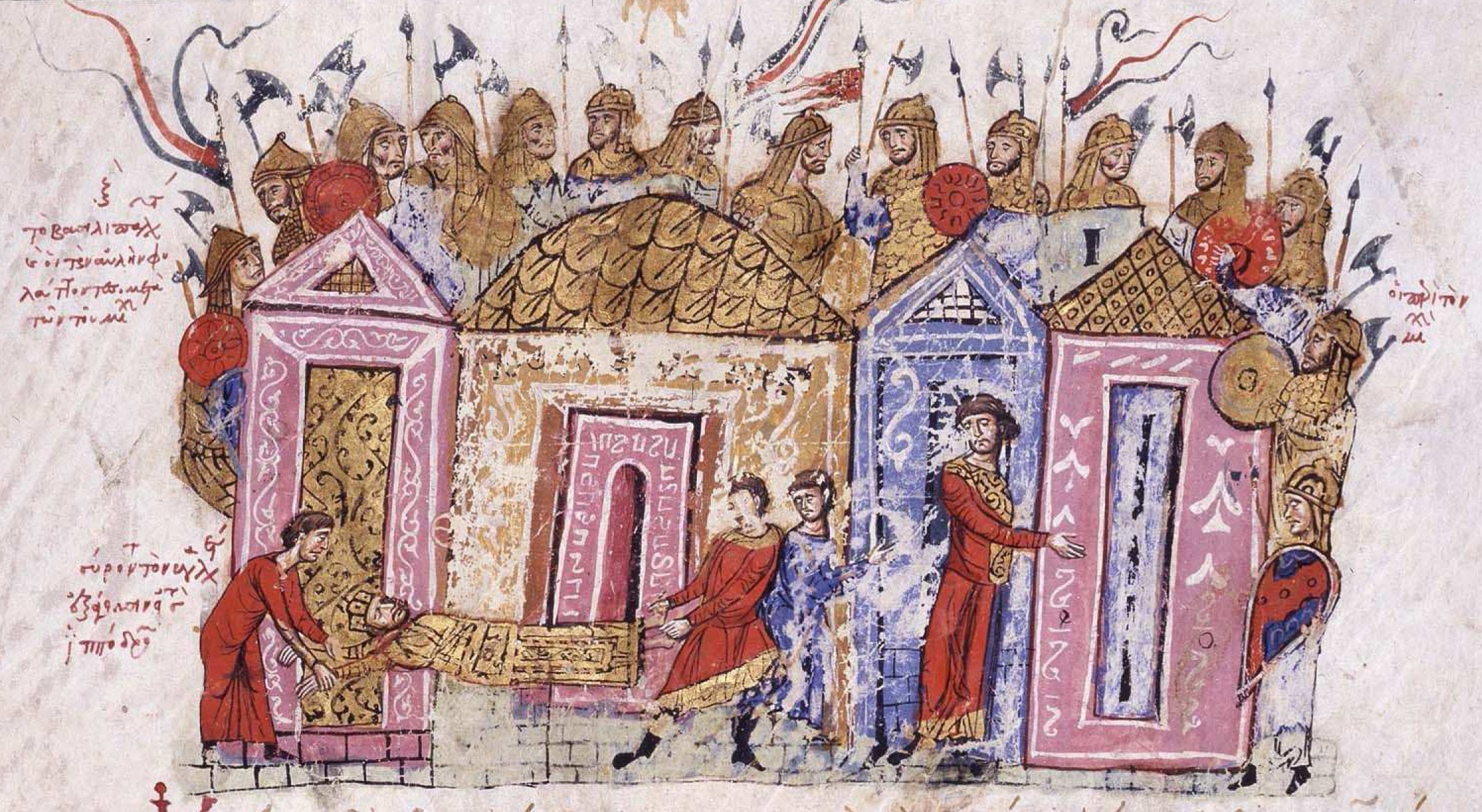
La garde varangienne (extrait d'un manuscrit enluminé de Jean Skylitzès)

L'existence d'une émigration anglo-saxonne vers Constantinople à cette période et l'intégration d'Anglais dans la garde varangienne font consensus chez les historiens, ces faits étant indiscutablement établis par d'autres sources,,. L’Histoire ecclésiastique d'Orderic Vital, plus fiable et plus proche des faits, rapporte la réaction des vaincus après la conquête normande et la dévastation du Nord :

« Les Anglais gémissaient profondément sur leur liberté ravie et chacun employait toutes les ressources de son imagination pour trouver les moyens de secouer un joug intolérable et jusqu'alors inaccoutumé. En conséquence, les conjurés s'adressèrent à Suénon, roi des Danois, et lui offrirent le trône d'Angleterre, que ses aïeux, Suénon et Canut, avaient autrefois conquis. Quelques-uns s'exilèrent volontiers afin de s'affranchir ainsi de la puissance des Normands ; d'autres allèrent implorer le secours de l'étranger pour rengager la lutte avec les conquérants. Plusieurs qui étaient dans la fleur de leur belle jeunesse gagnèrent les contrées lointaines et s'offrirent courageusement pour combattre dans les troupes d'Alexis, empereur de Constantinople. Ce prince était doué d'une grande sagesse et d'une admirable générosité. C'est contre lui que Robert Guiscard, duc de la Pouille, avait pris les armes avec toutes ses forces pour soutenir Michel, que les Grecs, indignés de son despotisme, avaient chassé du trône impérial. Les exilés anglais furent reçus favorablement par l'empereur grec, qui les opposa aux légions normandes, dont il était pressé vivement. L'auguste Alexis commença à fonder pour les réfugiés, au-delà de Byzance une ville que l'on appela Chevetot ; mais comme les Normands ravageaient le pays, Alexis ramena ses hôtes dans la ville royale, et leur donna son principal palais avec de grandes sommes d'argent. C'est de là que les Saxons-Anglais gagnèrent l'Ionie, furent, ainsi que leurs successeurs, fidèlement attachés au saint Empire, et sont restés jusqu'à ce jour pourvus de grands honneurs dans la Thrace et toujours chers à César, au sénat et au peuple. »

En dehors de ce récit, les détails de l'histoire de la Nova Anglia sont impossibles à vérifier. Les deux sources qui l'évoquent sont tardives et contiennent de nombreux éléments « fantastiques ». Plusieurs historiens estiment néanmoins que la colonie a véritablement existé, parmi lesquels Jonathan Shepard (en), Christine Fell et Răzvan Theodorescu (en). Pour Shepard, le Siward mentionné par les textes est Siward Barn, un rebelle anglais de haut rang dont on ignore tout après 1087, date de sa libération de prison par un Guillaume Ier agonisant,. Siward est le seul magnat anglais d'importance à avoir possédé des terres dans le Gloucestershire à cette époque, mais il est captif de Guillaume de 1071 à 1087 et ne peut donc s'être trouvé à Constantinople en 1075, date d'arrivée des Anglais selon le Chronicon,,. Shepard réinterprète donc le récit pour le faire correspondre à certains événements historiques : il situe le voyage de ces Anglais après l'appel à l'aide d'Alexis en 1091, et suggère que la flotte anglaise est celle commandée par Edgar Atheling. Il tente également d'identifier des restes de toponymie anglaise en Crimée, parmi lesquels un possible London.